# ADDIE 모형
ADDIE 모형은 교수 체제 설계 과정의 일반적 형태를 나타낸, 가장 널리 활용되고 있는 모형이다.

## 개요
대부분의 현존하는 다른 교수 설계 모형은 ADDIE 모형에서 파생된 것이거나 이를 변형시킨 모형이다. 여기서 다른 모형은 ADDIE모형을 세분화한 Dick & Carey나 Kemp의 교수설계 모형을 의미하고, ADDIE의 발전된 형태로 꼽히는 것은 래피드 프로토타이핑(RP: Rapid Prototyping)이다.
분석(Analysis), 설계(Design), 개발(Development), 실행(Implementation), 평가(Evaluation)의 5단계로 구성되며, 각 단계를 나타내는 영어단어의 첫글자를 따서 ADDIE라고 부르게 되었다. 이 5개의 단계가 선형적으로 이루어지기도 하고, 순환적으로 이루어지기도 한다. 한 사이클을 돌아 나온 평가 결과를 기반으로 다시 다음 사이클의 분석에 넣어 개선을 하면서 나선형으로 발전시켜 나갈 수도 있다. 각 단계는 피드백과 수정의 과정들이 복잡하게 얽혀 있다.

## 각 단계에 대한 설명
1. 분석 (Analysis)단계는 학습과 관련된 요인들을 분석하는 것으로, 학습에 들어가기 전에 반드시 선행되어야 한다. 학습자가 누구인지 현재 어느 수준인지 학습자의 특성을 파악하고, 학습자가 필요로 하는 것과 기대되는 것이 무엇인지 학습자의 요구를 분석한다. 교육 실제에 사용할 수 있는 물적 자원과 학습공간의 물리적 환경을 분석하며, 교수자가 목표 달성을 위하여 필요로 하는 지식, 기능, 태도들을 파악하고 분석한다.
2. 설계 (Design)는 분석과정에서 나온 결과를 토대로 교육 제반 사항에 대해 설계하는 것이다. 수행목표를 행동적인 용어로 명확히 하며, 그 목표가 제대로 이루어지는지 평가도구를 선정한다. 학습자에게 효율적인 프로그램이 되도록 계열화하며 어떻게 가르칠 것인지 교수전략을 수립한다. 또한 학습활동을 촉진시킬 수 있는 적절한 교수매체를 선정한다.
3. 개발 (Development)은 설계명세서 또는 수업 청사진에 수업에 사용될 교수자료를 실제로 개발하고 제작한다. 개발과정에는 먼저 교수자료의 초안 또는 시제품을 개발하여 형성평가를 실시하고 프로그램을 수정한 뒤에 마지막으로 최종 산출물 즉, 완제품을 제작하는 일이 포함된다.
4. 실행 (Implementation)은 설계되고 개발된 교육훈련프로그램을 실제의 현장에 사용하고 이를 교육과정에 설치하며 계속적으로 유지하고 변화 관리하는 활동이 포함된다.
5. 평가 (Evaluation)는 실행과정에서의 모든 결과를 평가하는 것이다. 설계, 개발한 교수자료와 프로그램, 교수매체의 적합성과 효율성, 그 과정을 계속 이어나가도 될지에 대한 지속성 여부, 문제점이 발생했다면 어떻게 수정해서 재적용할 것인지에 대한 수정사항 등을 평가한다. 평가의 다른 축인 형성평가 또는 파일럿테스트는 프로그램의 개발 과정에서 이미 실시되었다.

## 참고 문헌
- Lou Carey, Walter Dick 저. <체제적 교수 설계>. 아카데미프레스. 2009
- 임철일 저. <교수설계이론>. 교육과학사. 2000
- 한정선 외 저. <미래사회를 위한 교육방법 및 교육공학>. 이화여자대학교 교육공학과. 2008

## 같이 보기
- 교육 공학